# Niutao
Niutao – wyspa koralowa należąca do archipelagu Tuvalu, o powierzchni ok. 2,53 km². Znajdują się na niej dwie osady – Teava i Kulia. W 2012 roku na wyspie mieszkało 606 osób. Europejczycy odkryli atol w 1825 roku.
Na Niutao znajduje się szkoła podstawowa (Webley Primary School) i przedszkole (Niutao Pre-School) (stan na 2014 rok).